# Свешников, Николай Львович
Николай Львович Свешников (19 июля 1864 — 23 ноября 1934) — генерал-лейтенант Российской императорской армии, участник русской японской и Первой мировой войн. Кавалер Золотого оружия «За храбрость». После Октябрьской революции присоединился к Белому движению, служил в Вооружённых силах Юга России. Эмигрировал в Польшу.

## Биография
Николай Свешников родился 19 июля 1864 года. По вероисповеданию был православным.
1 октября 1881 года поступил на службу в Российскую императорскую армию. В 1884 году окончил Морское училище, из которого был выпущен в 5-й флотский экипаж в чине мичмана, со старшинством с 1 октября 1884 года. Затем был переведён в Конно-гренадерский лейб-гвардии полк в чине корнета. В чин поручика был произведён со старшинством с 1 октября 1888 года. Окончил Николаевскую академию Генерального штаба по 2-му разряду. В чин штабс-ротмистра был произведён со старшинством с 28 марта 1893 года. В чин ротмистра был произведён со старшинством с 6 декабря 1897 года и был переименован в чин Войскового старшины.
Принимал участие в русско-японской войне. Со 2 июля по 16 августа 1904 года был начальником штаба конного отряда генерала М. И. Грекова. В 1904 году «за отличие» был произведён в полковники, со старшинством с 5 октября 1904 года. С 4 декабря 1904 года по 13 сентября 1905 года был командиром 1-го Читинского казачьего полка Забайкальского казачьего войска. С 14 июня 1908 по 14 декабря 1913 года был командиром 6-го гусарского Клястицкого полка. В 1913 году «за отличие» был произведён в чин генерал-майора, со старшинством с 14 декабря 1913 года. С 14 декабря 1913 года по 2 августа 1914 года был командиром 2-й бригады в 7-й кавалерийской дивизии.
Участвовал в Первой мировой войне. Со 2 августа 1914 года по 25 января 1915 года был командиром бригады в 4-й Донской казачьей дивизии. В октябре 1914 года был временно командующим 4-й Донской казачьей дивизией. 25 января 1915 года был отчислен от должности и назначен в резерв чинов при штабе Киевского военного округа. По состоянию на 18 марта 1915 года состоял в том же резерве. В 1915 году был начальником 4-й отдельной кавалерийской бригады. С 20 сентября 1915 года состоял за контузией в резерве чинов при штабе Петроградского военного округа. До 19 апреля 1917 года занимал должность генерала для инспектирования конского состава при командующем 5-й армией. С 19 апреля по 21 августа 1917 года был командующим 4-й кавалерийской дивизией. 18 июля 1917 года был произведён в генерал-лейтенанты и уволен от службы.
После Октябрьской революции присоединился к Белому движению, служил в Вооружённых силах Юга России. С 15 сентября 1919 года состоял в резерве чинов при штабе войск Северного Кавказа. В конце января 1920 года был эвакуирован из Новороссийска на корабле «Ганновер». Эмигрировал. По состоянию на 1934 год находился в Польше. Скончался 23 ноября 1934 года в имении Верба, близ Дубно, Волынское воеводство.
Был женат.

## Награды
Николай Львович Свешников был пожалован следующими наградами:
- Золотое оружие «За храбрость» (1907)[3];
- Орден Святого Владимира 2-й степени с мечами (20 мая 1916)
- Орден Святого Владимира 3-й степени (1910);
- Орден Святого Владимира 4-й степени с мечами и бантом (1904);
- Орден Святой Анны 1-й степени с мечами (18 марта 1915);
- Орден Святой Анны 2-й степени с мечами (1906);
- Орден Святого Станислава 1-й степени с мечами (18 марта 1915);
- Орден Святого Станислава 2-й степени с мечами (1904).